# Lidzbark Warmiński
Lidzbark Warmiński (germană: Heilsberg, prusacă: Lēcbargs) este un oraș ce face parte din Voievodatul Varmia și Mazuria (Polonia). Orașul Lidzbark Warmiński din 1350 până în secolul al XIX-lea a fost capitala Warmiei și sediul episcopilor de Warmia, fiind totodată cel mai mare oraș. Acesta este situat la marginea de nord a Districtului Lacului din Olsztyn. Orașul a fost un important centru cultural și religios. Lidzbark Warmiński adesea este numit Perla Warmiei. Pentru o lungă perioadă de timp Lidzbark Warmiński a fost sub conducerea episcopilor din Warmia. Orașul este dominat de castelul gotic al episcopilor construit la intersecția rîurilor Lyna și Symsarna. În prezent castelul gazduiește Muzeul Warminskie. Castelul episcopilor din Warmia înfrumusețează orașul, care pentru mare sa valoare artistică și istorică pe scală mondială, a fost trecut pe lista celor mai importante monumente din Polonia.

## Personalități
Printre episcopii care au locuit aici, în Warmia, se numără și Luke Watzenrode ( unchiul lui Nicolaus Copernic), Jan Dantyszek ( poet și diplomat ), Marcin Kromer ( primul istoric modern polonez ) Andrei Bathory ( fratele regelui Stefan Batory ) și cel mai faimos episcop de Warmia, Regele Poeților - Ignacy Krasicki.

## Obiective turistice
- Lidzbarka Warmińskiego reprezintă o biserică evanghelică de lemn, proiectată de Karl Friedrich Schinkla, în prezent  Biserica ortodoxă "Sf. Petru și Pavel", preot paroh Jaszczuk Jarosław. Biserica a fost construită în anii 1818-1823.
- Castelul episcopilor din Warmia - unul din cele mai valoroase monumente din Polonia.
- Biserica catolică "Sf. Petru și Pavel"
- Marea Poartă (Wysoka Brama)